# Фронтонас
Фронтона (фр. Frontonas) — коммуна во Франции, находится в регионе Рона — Альпы. Департамент коммуны — Изер. Входит в состав кантона Ла-Верпийер. Округ коммуны — Ла-Тур-дю-Пен.
Код INSEE коммуны — 38176. Население коммуны на 2012 год составляло 1956 человек. Населённый пункт находится на высоте от 207 до 401 метров над уровнем моря. Муниципалитет расположен на расстоянии около 420 км юго-восточнее Парижа, 30 км юго-восточнее Лиона, 70 км северо-западнее Гренобля. Мэр коммуны — Mme Merle, мандат действует на протяжении 2014—2020 гг.
Динамика населения (INSEE):